# Tezoantla
Tezoantla es una localidad de México, localizada en el municipio de Mineral del Monte en el estado de Hidalgo.

## Geografía

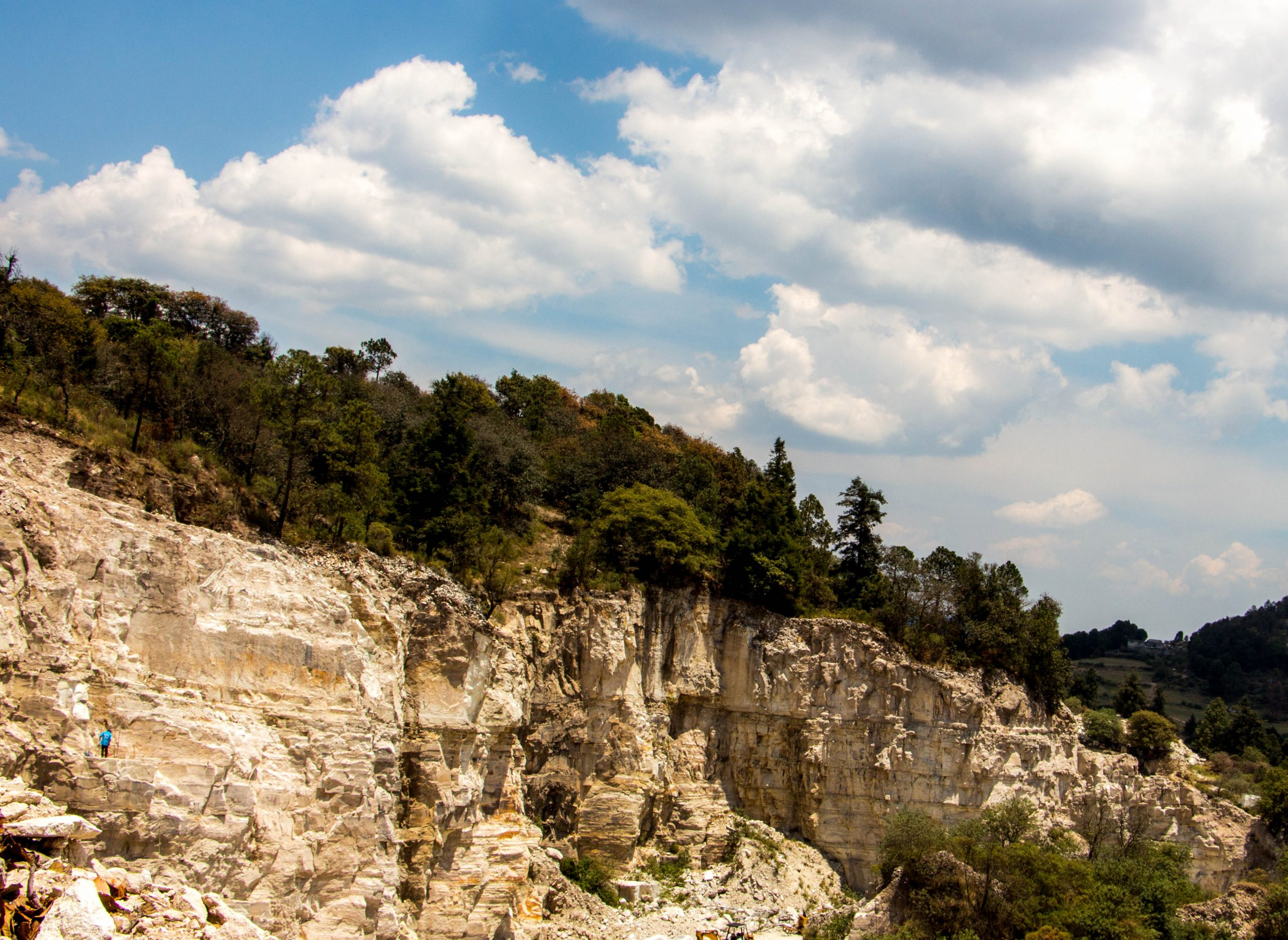
Cantera de Tezoantla.

Se encuentra en la región geográfica de la Comarca Minera en la Sierra de Pachuca; a la localidad le corresponden las coordenadas geográficas 20° 07’ 29.915” de latitud norte y 98° 38’ 58.403” de longitud oeste, con una altitud de 2756 m s. n. m. Cuenta con un clima semifrío subhúmedo con lluvias en verano, de mayor humedad.
En cuanto a fisiografía se encuentra en la provincia de la Eje Neovolcánico, dentro de la subprovincia de Sierras y Llanuras de Querétaro e Hidalgo; su terreno es de sierra. En lo que respecta a la hidrografía se encuentra posicionado en la región del Pánuco, dentro de la cuenca el río Moctezuma, y en la subcuenca del río Amajac.

## Demografía
En 2020 registró una población de 781 personas, lo que corresponde al 5.45 % de la población municipal. De los cuales 385 son hombres y 396 son mujeres.
| Gráfica de evolución demográfica de Tezoantla entre 1900 y 2020 |
|                                                                 |
| Población registrada por los censos y conteos del INEGI.        |